# Public Welfare Medal
Public Welfare Medal — найпрестижніша нагорода Національної академії наук США, — за видатне застосування науки для суспільного добробуту. Була заснована в 1914 році і тоді ж присуджена вперше, а з 1976 року вручається щорічно.

## Нагороджені
- 2018 — Пол Фармер
- 2017 — Джейн Любченко
- 2016 — Алан Алда
- 2015 — Ніл Деграсс Тайсон
- 2014 —  John Porter (Illinois politician)[en]
- 2013 — Білл Гейтс і Мелінда Гейтс
- 2012 — Харольд Шапіро
- 2011 — Ісмаїл Серагельдін
- 2010 — Юджин Скотт
- 2009 — Ніл Лейн
- 2008 —  Norman P. Neureiter[en]
- 2007 — Максін Сінгер
- 2006 —  Norman R. Augustine[en]
- 2005 —  William Foege[en]
- 2004 —  Maurice Strong[en]
- 2003 —  Shirley M. Malcom[en]
- 2002 — Норман Борлоуг
- 2001 —  David A. Kessler[en]
- 2000 —  Gilbert F. White[en]
- 1999 — Арнольд Бекман
- 1996 —  William T. Golden[en]
- 1994 — Карл Саган
- 1990 —  C. Everett Koop[en]
- 1989 — Девід Паккард
- 1985 — Ісидор Рабі
- 1978 — Дональд Гендерсон
- 1964 — Детлев Вулф Бронк
- 1956 — Джеймс Кілліан
- 1947 — Карл Комптон
- 1945 — Веннівер Буш
- 1943 — Джон Девісон Рокфеллер (молодший)
- 1939 — Джон Едгар Гувер
- 1937 — Вілліс Вітні
- 1933 — Девід Фейрчайлд
- 1921 — Чарльз Ворделл Стайлз
- 1920 — Герберт Гувер
- 1917 — Семюель В. Страттон
- 1916 — Клівленд Еббі
- 1916 — Гіффорд Пінчо
- 1914 — Джордж Гьотелс і Вільям Горгас